# Pont de Crévy
Le pont de Crévy est un pont routier et piéton sur l'Hermance situé à la frontière franco-suisse entre le canton de Genève et le département de la Haute-Savoie.

## Localisation
Le pont de Crévy est le troisième pont routier le plus en amont à franchir l'Hermance depuis le point où cette rivière marque la frontière entre les deux pays. Il relie les hameaux de Chevrens (commune d'Anières en Suisse) et de Crévy (commune de Veigy-Foncenex en France) qui lui donne son nom.

## Histoire
Ce pont en pierre est construit en 1853 et financé par les deux communes. La frontière est marquée par deux bornes de 1816, portant respectivement un "S" pour Savoie et un "G" pour Genève.
Le site du vallon de l'Hermance est protégé depuis 1979 à partir du pont de Crévy jusqu'au village d'Hermance. Ce même site est répertorié comme site d’importance nationale pour la biodiversité par le WWF et l'organisation Bird Life International.
Le pont est inscrit à l'inventaire de la Direction du patrimoine et des sites de l'État de Genève le 17 mai 1985.

## Sources
1. ↑  [PDF] Marie-Paule Mayor et Anita Frei, « Anières histoire et patrimoine (page 13) » (consulté le 10 octobre 2007)
2. ↑  Commune d'Hermance, « Plan directeur communal 2006 » (consulté le 10 octobre 2007)
3. ↑  DCTI, « Liste des bâtiments inscrits à l'inventaire (état en avril 2006) » (consulté le 10 octobre 2007)